# Proszenikovo
Proszenikovo (macedónul: Просениково) település Észak-Macedóniában, a Délkeleti körzetben, a Sztrumicai járásban.

## Népesség
| Lakosok száma | 683  | 811  | 984  | 1170 | 1377 | 1493 | 1500 | 1550 | 1223 |
|               | 1948 | 1953 | 1961 | 1971 | 1981 | 1991 | 1994 | 2002 | 2021 |

- 2002-ben 1550 lakosa volt, akik közül 1543 macedón, 5 szerb és 2 egyéb.